# Salvador de Madariaga
Salvador de Madariaga y Rojo (23. července 1886, A Coruña, Španělsko – 14. prosince 1978, Locarno, Švýcarsko) byl španělský diplomat, spisovatel, historik a pacifista. Byl nominován na Nobelovu cenu za literaturu a Nobelovu cenu za mír a v roce 1973 oceněn Cenou Karla Velikého.

## Život
Salvador de Madariaga se narodil ve městě A Coruña ve španělské Galicii. Vystudoval inženýrství v Paříži.

## Kariéra
Madariaga se vrátil do Španělska a stal se inženýrem společnosti železniční společnosti. V té době se poprvé dostal do kontaktu s intelektuály ze skupiny "Generación del 14".
V roce 1916 začal pracovat v Londýně jako novinář pro noviny The Times. Mezitím začal publikovat své první eseje. V roce 1921 se stal členem sekretariátu Společnosti národů a i rok později předsedou sekce, která se zabývala odzbrojením. V roce 1928 byl jmenován profesorem španělštiny na Oxfordské univerzitě. V této době napsal knihu o psychologii národa s názvem Angličané, Francouzi, Španělé.
V roce 1931 druhá Španělská republika jmenovala Madariagu velvyslancem ve Spojených státech a stálým delegátem ve Společnosti národů; druhý post zastával pět let. V lednu 1932 předsedal Radě Společnosti národů a odsoudil japonskou agresi v Mandžusku tak výrazně, že dostal přezdívku „Don Quijote de la Manchuria“. V letech 1932 až 1934 působil jako velvyslanec ve Francii. V roce 1933 byl zvolen do Národního kongresu a zastával funkci ministra školství a ministra spravedlnosti.
V červenci 1936 odešel do exilu v Anglii, aby unikl španělské občanské válce. Tam se stal hlasitým oponentem španělského státu pod vedením Francisca Franca.
V roce 1947 byl jedním z hlavních autorů Oxfordského manifestu o liberalismu. Zúčastnil se Haagského kongresu v roce 1948 a patřil mezi spoluzakladatele College of Europe v roce 1949.
Jako spisovatel psal knihy a eseje o Donu Quijotovi, Kryštofu Kolumbovi, Shakespearově Hamletovi a historii Latinské Ameriky. Vystupoval ve prospěch sjednocené a integrované Evropy. Psal francouzsky a německy, španělsky, galicijsky a anglicky.
V roce 1973 získal Cenu Karla Velikého za své příspěvky k evropským myšlenkám a evropskému míru. Po smrti generála Franca se v roce 1976 vrátil do Španělska  a stal se členem Španělské královské akademie.

## Osobní život
V roce 1912 si Madariaga vzal Constance Archibald, skotskou ekonomickou historičku. Měli spolu dvě dcery. Constance zemřela v květnu 1970. O půl roku později se Madariaga oženil s Emilií Székely de Rauman († 1991), která byla od roku 1938 jeho sekretářkou.
Salvador de Madariaga zemřel ve věku 92 let ve švýcarském Locarnu.

## Ocenění
Madariaga obdržel za svůj život řadu cen, mj.:
- Čestný člen Královské akademie Španělska (1936) [3]
- Hansischer Goethe-Preis, Univerzita v Hamburku (1972)
- Cena Karla Velikého (1973)

## Odkaz
Jméno tohoto diplomata nese Madariaga European Foundation, která propaguje jeho vizi sjednocené Evropy, přispívající k mírovějšímu světu.